# هيا صالح
هيا صالح إبراهيم (بالإنجليزية: Haya Saleh) هي ناقدة وروائية وكاتبة مسرح ودراما وكاتبة للأطفال أردنية ولدت في العام 1977، وبجانب كونها ناقدة وكاتبة في مجال المسرح والدراما

## الدراسة
حاصلة على شهادة الثانوية العامة في العام 1994، وعلى درجة البكالوريوس في اللغة العربية وآدابها من جامعة آل البيت في العام 1999.

## العضويات والمناصب
- عضو في رابطة الكتّاب الأردنيين.
- عضو في اللجنة العليا لمكتبة الأسرة الأردنية/ وزارة الثقافة، 2018.
- عضو في لجنة تحكيم «مسابقة ميشيل سنداحة للإبداع الأدبي»، التي نظمتها المدرسة الوطنية الأرثوذكسية، 2017.[2]
- عضو في هيئة تحرير مجلة «مدارج» الثقافية.
- عضو في اللجنة الخاصة بتقييم مشروع التفرغ الإبداعي/ وزارة الثقافة، 2017.
- عضو في لجنة تحكيم الدورة الثالثة من «جائزة ريدرز للكتاب الموهوبين الشباب»، 2017.
- عضو في لجنة تحكيم جائزة خليل السكاكيني لأدب الطفل/رابطة الكتاب الأردنيين، 2016.
- عضو في لجنة تحكيم مسابقة «هيك أحلى» للأطفال (حقل القصة) التي نظمتها مديرية الثقافة في أمانة عمّان الكبرى، 2014.
- عضو فخريّ في دار ناجي نعمان للثقافة، بيروت، 2013.
- عضو في لجنة تقييم المخطوطات في وزارة الثقافة الأردنية (2012)
- عضو في لجنة تقييم المخطوطات في أمانة عمّان الكبرى، 2010/2011.
- عضو في هيئة تحرير مجلة «وسام» للأطفال، وزارة الثقافة، 2009-2011.
- عضو في اتحاد كتّاب الإنترنت العرب (وعضوة لجنته الإدارية في الأردن)، 2007/2008.
- عضو في لجنة التحكيم في مسابقة إربد مدينة الثقافة الأردنية/ أدب الأطفال، 2007.

## المنشورات

### كتب الأطفال
- كعكة الفاكهة، قصص، وزارة الثقافة، عمّان، 2006. ط2، وزارة الثقافة، عمّان، 2010.
- «سلمى واليرقات»، قصة مصوّرة، وزارة الثقافة، عمّان، 2009.
- «سلة العنب»، حكايات من تراث الشعوب مترجمة من الإنجليزية، المؤسسة الصحفية الأردنية (الرأي)، عمّان، 2010. ط2، وزارة الثقافة، عمّان، 2012.
- «لماذا تطارد الكلابُ القطط؟»، حكايات من تراث الشعوب، أمانة عمّان الكبرى، عمّان، 2011.
- «سيرة حياة ورقة»، قصة مصوّرة، وزارة الثقافة، عمّان، 2012. ط2، وزارة الثقافة، عمّان، 2013.
- «شامة الصغيرة في ورطة كبيرة»، قصة (ضمن كتاب «جوائز ناجي نعمان الأدبية»، بيروت، 2013).
- «تراب مضيء»، رواية للفتيان، دائرة الثقافة والإعلام، الشارقة، 2013.
- «عالَم صغير»، قصة مصوّرة، دار كلمات، الشارقة، 2014.
- «لوحة طارق»، قصة مصورة للأطفال، أمانة عمّان الكبرى، عمّان، 2015.
- «من حقّي أن»، نص مسرحي (ضمن كتاب «نصوص مسرحية 5»، الهيئة العربية للمسرح، الشارقة، 2014).
- «شامة الصغيرة في ورطة كبيرة»، قصة مصورة للأطفال، وزارة الثقافة، عمّان، 2016.
- «لماذا أحب القراءة»، قصة مصورة للأطفال، دار الحدائق، بيروت، 2016.
- لا أخربش.. أنا أرسم، قصة مصورة للأطفال، دائرة الثقافة، الشارقة، 2017.[2]

### كتب النقد الأدبي
- سرد الحياة، قراءات في تجارب روائية وقصصية عربية، وكالة الصحافة العربية، القاهرة، 2010.
- المرجع وظلاله، مقالات في روايات من الأردن، وزارة الثقافة، عمّان، 2010.
- الخروج إلى الذات، مقالات في القصة الأردنية المعاصرة، دار نارة للنشر والتوزيع، عمّان، 2006. ط2، وكالة الصحافة العربية، القاهرة، 2012.
- أبواب الذاكرة، مقالات في تجارب قصصية عربية، وزارة الثقافة، عمّان، 2013.
- المسافة صفر: اشتباكات الرواية والحياة، مقالات في تجارب روائية عربية، الصالون الثقافي الأندلسي و«الآن ناشرون وموزعون»، مونتريال/ كندا وعمّان، 2014.[2]

## الجوائز
- جائزة كتارا للرواية العربية، عن روايتها «لون آخر للغروب» (2018).[3]
- جائزة الدولة الأردنية في مجال أدب الطفل (2017).
- جائزة ناصر الدين الأسد للدراسات النقدية التي تمنحها رابطة الكتاب الأردنيين، عن كتابها «المسافة صفر.. اشتباكات الرواية والحياة» (2016).
- نال نصها المسرحي «في يدي نجمة» أعلى تقييم من اللجنة الاستشارية العليا الخاصة باختيار النصوص المشاركة في مهرجان الإبداع الطفولي، وزارة الثقافة، عمّان، 2016.
- فازت مسرحية «في يدي نجمة» (النص من تأليفها) بجائزة أفضل عرض متكامل من مهرجان الإبداع الطفولي الذي نظمته وزارة الثقافة، عمّان، 2016.
- فاز كتابها «سيرة حياة ورقة» بجائزة أفضل كتاب عربي للطفل، الشارقة، الإمارات العربية المتحدة، 2013.
- فاز مخطوط قصتها الموجّهة للطفل «شامة الصغيرة في ورطة كبيرة» بجائزة الإبداع الأدبي، مؤسسة ناجي نعمان للثقافة.[4] بيروت، 2013.
- فاز نصها الموجّه للطفل «من حقّي أن» بمسابقة النص المسرحي الموجّه للطفل (المركز الثالث)، الهيئة العربية للمسرح، الشارقة، 2013.
- فازت حلقة برنامج «مجلة السنابل» الذي أعدّته للأطفال وبثّتها الإذاعة الأردنية، بالجائزة الذهبية في مهرجان الإذاعة والتلفزيون، تونس، 2009.

## المشاركات
- نظمت وأشرفت على ورشة الكتابة الإبداعية للأطفال في دارة الفنون-مؤسسة خالد شومان، والتي عُقدت العام 2010 وتعلّم فيها الأطفال كيفية كتابة القصة القصيرة. ثم في العام التالي نظمت ورشة للرسم قام المشاركون فيها برسم قصص الأطفال في الورشة السابقة، وصدر عن المشروع كتابٌ بعنوان «نكتب أحلامنا ونلونها» تضمّن قصصاً ورسوماً أنجزها الأطفال.
- أشرفت على (وشاركت في) ورشات «عمّان أحلى مكان» التي أقامتها أمانة عمّان الكبرى على مدار ستة شهور، 2010. وكانت هذه الورشات موجّهة للمجتمعات المحلية وعُقدت في مناطق متعددة شملت 24 حديقة تابعة لأمانة عمّان، واستهدفت الأطفالَ في الفئة العمرية (12-16 سنة)، وناقشت موضوعات ذات صلة بالقيم السلوكية، كالاهتمام بالنظافة وحماية البيئة، واحترام القوانين والالتزام بها.
- نظمت وشاركت في ورشة «صناعة الدمى وخيال الظل» التي أشرف عليها مسرح الدمى والعرائس في فلسطين، في دارة الفنون-مؤسسة خالد شومان، 2011. وكان من نتاجها مجموعة من العروض المسرحية لخيال الظل قُدمت من قِبل المشاركين أمام جمهور من الأطفال.
- أشرفت على ورشة «قراءات إبداعية» للفتيان والفتيات التي أشرفت عليها وزارة الثقافة/ مديرية ثقافة العقبة، آذار 2012.
- شاركت –كاتبةً ومتخصصةً بثقافة الطفل- في فعاليات مهرجان الشارقة القرائي للطفل في دورته الرابعة، 2012.
- كتبت نصاً درامياً وأعدت سيناريو الدراما التلفزيونية الاجتماعية «حكايانا» التي بثها التلفزيون الأردني في ثلاثين حلقة خلال شهر رمضان سنة 2012، من إخراج أحمد يوسف.
- أشرفت على الورشة الفنية (كتابة إبداعية ورسم) التي نظمتها دائرة الثقافة والإعلام بالشارقة، ضمن فعاليات مهرجان الشارقة القرائي للطفل في دورته الخامسة، 2013. واستهدفت طلبة المدارس (10-15 سنة).
- شاركت في مخيم الطفل الإبداعي الذي نُظم ضمن تظاهرة عجلون مدينة الثقافة الأردنية، آب 2013.
- شاركت في فعاليات مهرجان الشارقة القرائي للطفل في دورته السابعة، 2015. وبشكل أساسي في محاضرة حول رسوم وألوان الطفل التراثية والشعبية.
- شاركت في فعاليات مهرجان الشارقة القرائي للطفل في دورته التاسعة، 2017. حيث حلّت ضيفة على جمهورها من الأطفال واليافعين في لقاء بعنوان «النص الأدبي منبع إبداعي لا ينضب»، وشاركت في ندوة بعنوان «كيف تُحكى الحكاية؟».
- شاركت في ملتقى عمّان الأول للقصة القصيرة (2009) وملتقى عمّان الثاني للقصة القصيرة (2010)، بتنظيم من أمانة عمّان الكبرى؛ ومؤتمر «القصة القصيرة في الوقت الراهن» الذي نظمته جمعية النقاد الأردنيين (2008).
- تكتب نصوصاً في مجال التعليم البديل، ولفئات عمرية متعددة (من مرحلة رياض الأطفال حتى مرحلة الثانوية العامة). وتعاونت في هذا المجال مع المركز الأردني للبناء المعرفي «سرت»، ومؤسسة الوسائط العلمية للتجارة في الرياض/ السعودية.
- أعدت برنامجَ «أردنيات رائدات» الذي بثته الإذاعة الأردنية، واستمر أربعَ دورات متتالية، وقُدمت فيه أكثر من خمسين شخصية نسائية رائدة في مجالات مختلفة.
- كتبت عموداً أسبوعياً في صحيفة «الرأي» اليومية الأردنية بعنوان «نساء للذكرى»، قدمت فيه صوراً قلَمية لشخصيات نسائية مبدعة (2006-2007).
- حررت مجموعة كتب تعنى بالفنون البصرية وتقنيات الفن الحديث.
- مؤلفة مشاركة في عدد من الكتب.